# Gzikow
Gzików [pronunciación en polaco: /ˈɡʑikuf/] es un pueblo ubicado en el distrito administrativo de Gmina Błaszki, dentro del condado de Sieradz, Voivodato de Łódź, en el centro de Polonia. Se encuentra a unos 3 kilómetros al suroeste de Błaszki, a 25 kilómetros al oeste de Sieradz, y a 76 kilómetros al oeste de la capital regional Łódź.

## Residentes notables
- Jan Mączyński (c. 1520-c. 1587), humanista y lexicógrafo